# SHY Martin
SHY Martin, all'anagrafe Sara Hjellström (Lerdala, 5 novembre 1993), è una cantante svedese.

## Discografia

### EP
- 2018 - Overthinking

### Singoli
- 2017 - A Little Longer
- 2017 - Good Together
- 2018 - Bad in Common
- 2018 - Forget to Forget
- 2018 - Lose You Too
- 2018 - Just a Little Longer
- 2019 - Out of My Hands
- 2019 - Same Old
- 2019 - Make Us Never Happen
- 2020 - Slow
- 2020 - Still the Same
- 2020 - Can I call you back?
- 2020 - Nobody Likes Moving On